# Colubotelson minor
Colubotelson minor är en kräftdjursart som beskrevs av Nicholls 1944. Colubotelson minor ingår i släktet Colubotelson och familjen Phreatoicidae. Inga underarter finns listade i Catalogue of Life.